# 마테이 부드체
마테이 부드체(체코어: Matěj Vůdce)는 15세기 체코의 도적이다. 남보헤미아 지역에서 활동했다.
자기 주장에 따르면 몰락한 제만(zeman) 출신이었다고 한다. 노상강도로 악명을 떨쳤으며 특히 로슘베르카 가문의 대상을 노략질했다. 로슘베르카 가문은 바츨라프 4세에게 반항한 귀족동맹인 판스카 예드노타의 일원이었기 때문에, 마테이의 도적단은 바츨라프 4세 지지파 귀족들의 지원을 받아 활동했던 것으로 보인다.
얀 지슈카도 한때 마테이와 같은 도적단에서 활동했다. 1407년 인드르지흐 3세 즈 로슘베르카가 도적단을 토벌하였고, 마테이는 1409년 교수형에 처해졌다.